# Campeonato Mundial de Clubes de Voleibol Feminino de 2022
O Campeonato Mundial de Clubes de Voleibol Feminino de 2022 foi a 15.ª edição deste torneio organizado anualmente pela Federação Internacional de Voleibol (FIVB). O evento ocorreu entre os dias 14 e 18 de dezembro e foi realizado pela segunda vez consecutiva na Turquia, na cidade de Antália.
O time italiano Imoco Volley Conegliano obteve seu segundo título mundial ao derrotar o time turco VakıfBank na final por 3 sets a 1. Completando o pódio do torneio, o anfitrião Eczacıbaşı Dynavit venceu a equipe brasileira do Gerdau/Minas e conquistou a medalha de bronze. A oposta sueca Isabelle Haak, além de ter sido premiada como o melhor jogadora em sua função, também recebeu o prêmio de melhor jogadora da competição (MVP).

## Formato da disputa
O torneio foi divido na fase classificatória e na fase final. A fase classificatória foi disputada em turno único, com todas as equipes se enfrentando dentro de seu grupo. Os dois primeiros classificados de cada grupo avançaram para a fase final, estruturada em semifinais, disputa pelo terceiro lugar e final.

### Critérios de desempate
1. Número de vitórias
2. Número de pontos
3. Razão dos sets
4. Razão dos pontos
5. Resultado da última partida entre os times empatados

- Partidas terminadas em 3–0 ou 3–1: 3 pontos para o vencedor, 0 pontos para o perdedor;
- Partidas terminadas em 3–2: 2 pontos para o vencedor, 1 ponto para o perdedor.[7]

## Equipes participantes
| Equipe                  | Confederação | Qualificação                                           | Última aparição |
| ----------------------- | ------------ | ------------------------------------------------------ | --------------- |
| Eczacıbaşı Dynavit      | CEV          | Anfitrião                                              | 2019            |
| VakıfBank               | CEV          | Campeão da Liga dos Campeões da Europa de 2021–22      | 2021            |
| Imoco Volley Conegliano | CEV          | Vice-campeão da Liga dos Campeões da Europa de 2021–22 | 2021            |
| Gerdau/Minas            | CSV          | Campeão do Campeonato Sul-Americano de 2022            | 2021            |
| Dentil/Praia Clube      | CSV          | Vice-campeão do Campeonato Sul-Americano de 2022       | 2021            |
| VC Kuanysh              | AVC          | Campeão do Campeonato Asiático de 2022                 | Estreante       |

## Local das partidas
| Antália, Turquia               |
| ------------------------------ |
| Pavilhão Desportivo de Antália |
| Capacidade: 10 000             |

## Grupos
| Grupo A                 | Grupo B      |
| ----------------------- | ------------ |
| Dentil/Praia Clube      | Gerdau/Minas |
| Eczacıbaşı Dynavit      | VakıfBank    |
| Imoco Volley Conegliano | VC Kuanysh   |

## Fase classificatória
- As partidas seguem o fuso horário local (UTC+3).

|  | Classificados para as semifinais |

### Grupo A
|     |                         |     | Jogos | Jogos | Jogos | Resultados | Resultados | Resultados | Resultados | Resultados | Resultados | Sets | Sets | Sets  | Pontos | Pontos | Pontos |
| Pos | Equipe                  | Pts | T     | V     | D     | 3–0        | 3–1        | 3–2        | 2–3        | 1–3        | 0–3        | V    | P    | R     | V      | P      | R      |
| --- | ----------------------- | --- | ----- | ----- | ----- | ---------- | ---------- | ---------- | ---------- | ---------- | ---------- | ---- | ---- | ----- | ------ | ------ | ------ |
| 1   | Imoco Volley Conegliano | 6   | 2     | 2     | 0     | 1          | 1          | 0          | 0          | 0          | 0          | 6    | 1    | 6,000 | 171    | 147    | 1.163  |
| 2   | Eczacıbaşı Dynavit      | 3   | 2     | 1     | 1     | 1          | 0          | 0          | 0          | 1          | 0          | 4    | 3    | 1.333 | 158    | 143    | 1.105  |
| 3   | Dentil/Praia Clube      | 0   | 2     | 0     | 2     | 0          | 0          | 0          | 0          | 0          | 2          | 0    | 6    | 0,000 | 111    | 150    | 0.740  |

Resultados
| 14 de dezembro 16ː30 P2 AQ | Eczacıbaşı Dynavit | 3 — 0             | Dentil/Praia Clube | Pavilhão Desportivo de Antália, Antália Público: 6 285 Árbitro(s): POL Wojciech Maroszek BIH Sinisa Ovuka |
| 14 de dezembro 16ː30 P2 AQ | 25                 | Set 1 Set 2 Set 3 | 14 15 18           | Pavilhão Desportivo de Antália, Antália Público: 6 285 Árbitro(s): POL Wojciech Maroszek BIH Sinisa Ovuka |

| 15 de dezembro 16ː30 P2 AQ | Imoco Volley Conegliano | 3 — 0             | Dentil/Praia Clube | Pavilhão Desportivo de Antália, Antália Público: 2 304 Árbitro(s): TUR Nurper Özbar POL Wojciech Maroszek |
| 15 de dezembro 16ː30 P2 AQ | 25                      | Set 1 Set 2 Set 3 | 22 21              | Pavilhão Desportivo de Antália, Antália Público: 2 304 Árbitro(s): TUR Nurper Özbar POL Wojciech Maroszek |

| 16 de dezembro 16ː00 P2 AQ | Eczacıbaşı Dynavit | 1 — 3                   | Imoco Volley Conegliano | Pavilhão Desportivo de Antália, Antália Público: 6 004 Árbitro(s): ESP David Fernández Fuentes SRB Stanislava Simić |
| 16 de dezembro 16ː00 P2 AQ | 18 25 22 18        | Set 1 Set 2 Set 3 Set 4 | 25 21 25                | Pavilhão Desportivo de Antália, Antália Público: 6 004 Árbitro(s): ESP David Fernández Fuentes SRB Stanislava Simić |

### Grupo B
|     |              |     | Jogos | Jogos | Jogos | Resultados | Resultados | Resultados | Resultados | Resultados | Resultados | Sets | Sets | Sets  | Pontos | Pontos | Pontos |
| Pos | Equipe       | Pts | T     | V     | D     | 3–0        | 3–1        | 3–2        | 2–3        | 1–3        | 0–3        | V    | P    | R     | V      | P      | R      |
| --- | ------------ | --- | ----- | ----- | ----- | ---------- | ---------- | ---------- | ---------- | ---------- | ---------- | ---- | ---- | ----- | ------ | ------ | ------ |
| 1   | VakıfBank    | 6   | 2     | 2     | 0     | 2          | 0          | 0          | 0          | 0          | 0          | 6    | 0    | MAX   | 151    | 114    | 1.325  |
| 2   | Gerdau/Minas | 3   | 2     | 1     | 1     | 1          | 0          | 0          | 0          | 0          | 1          | 3    | 3    | 1,000 | 142    | 123    | 1.154  |
| 3   | VC Kuanysh   | 0   | 2     | 0     | 2     | 0          | 0          | 0          | 0          | 0          | 2          | 0    | 6    | 0,000 | 94     | 150    | 0.627  |

Resultados
| 14 de dezembro 19ː30 P2 AQ | VakıfBank | 3 — 0             | VC Kuanysh | Pavilhão Desportivo de Antália, Antália Público: 7 893 Árbitro(s): SRB Stanislava Simić ESP David Fernández Fuentes |
| 14 de dezembro 19ː30 P2 AQ | 25        | Set 1 Set 2 Set 3 | 15 17      | Pavilhão Desportivo de Antália, Antália Público: 7 893 Árbitro(s): SRB Stanislava Simić ESP David Fernández Fuentes |

| 15 de dezembro 20ː00 P2 AQ | VakıfBank | 3 — 0             | Gerdau/Minas | Pavilhão Desportivo de Antália, Antália Público: 8 107 Árbitro(s): GRC Epaminondas Gerothodoros BIH Sinisa Ovuka |
| 15 de dezembro 20ː00 P2 AQ | 25 26 25  | Set 1 Set 2 Set 3 | 22 24 21     | Pavilhão Desportivo de Antália, Antália Público: 8 107 Árbitro(s): GRC Epaminondas Gerothodoros BIH Sinisa Ovuka |

| 16 de dezembro 19ː00 P2 AQ | Gerdau/Minas | 3 — 0             | VC Kuanysh | Pavilhão Desportivo de Antália, Antália Público: 5 300 Árbitro(s): BIH Sinisa Ovuka TUR Nurper Özbar |
| 16 de dezembro 19ː00 P2 AQ | 25           | Set 1 Set 2 Set 3 | 14 13 20   | Pavilhão Desportivo de Antália, Antália Público: 5 300 Árbitro(s): BIH Sinisa Ovuka TUR Nurper Özbar |

## Fase final
|  | Semifinais              | Semifinais |                         |   | Final | Final |
|  |                         |            |                         |   |       |       |
|  | 17 de dezembro          |            |                         |   |       |       |
|  |                         |            |                         |   |       |       |
|  | Imoco Volley Conegliano | 3          |                         |   |       |       |
|  | Imoco Volley Conegliano | 3          | 18 de dezembro          |   |       |       |
|  | Gerdau/Minas            | 0          |                         |   |       |       |
|  | Gerdau/Minas            | 0          | Imoco Volley Conegliano | 3 |       |       |
|  | 17 de dezembro          |            | Imoco Volley Conegliano | 3 |       |       |
|  |                         | VakıfBank  | 1                       |   |       |       |
|  | VakıfBank               | VakıfBank  | 1                       | 3 |       |       |
|  | VakıfBank               |            |                         | 3 |       |       |
|  | Eczacıbaşı Dynavit      | 0          |                         |   |       |       |
|  | Eczacıbaşı Dynavit      | 0          | Terceiro lugar          |   |       |       |
|  |                         |            |                         |   |       |       |
|  | 18 de dezembro          |            |                         |   |       |       |
|  |                         |            |                         |   |       |       |
|  | Gerdau/Minas            | 1          |                         |   |       |       |
|  | Gerdau/Minas            | 1          |                         |   |       |       |
|  | Eczacıbaşı Dynavit      | 3          |                         |   |       |       |

### Semifinais
| 17 de dezembro 16ː30 P2 AQ | Imoco Volley Conegliano | 3 — 0             | Gerdau/Minas | Pavilhão Desportivo de Antália, Antália Público: 3 205 Árbitro(s): TUR Nurper Özbar SRB Stanislava Simić |
| 17 de dezembro 16ː30 P2 AQ | 25                      | Set 1 Set 2 Set 3 | 12 17 21     | Pavilhão Desportivo de Antália, Antália Público: 3 205 Árbitro(s): TUR Nurper Özbar SRB Stanislava Simić |

| 17 de dezembro 20ː00 P2 AQ | VakıfBank | 3 — 0             | Eczacıbaşı Dynavit | Pavilhão Desportivo de Antália, Antália Público: 9 651 Árbitro(s): POL Wojciech Maroszek GRC Epaminondas Gerothodoros |
| 17 de dezembro 20ː00 P2 AQ | 25        | Set 1 Set 2 Set 3 | 21 19 23           | Pavilhão Desportivo de Antália, Antália Público: 9 651 Árbitro(s): POL Wojciech Maroszek GRC Epaminondas Gerothodoros |

### Terceiro lugar
| 18 de dezembro 13ː00 P2 AQ | Gerdau/Minas | 1 — 3                   | Eczacıbaşı Dynavit | Pavilhão Desportivo de Antália, Antália Público: 4 002 Árbitro(s): ESP David Fernández Fuentes BIH Sinisa Ovuka |
| 18 de dezembro 13ː00 P2 AQ | 22 25 10 21  | Set 1 Set 2 Set 3 Set 4 | 25 23 25           | Pavilhão Desportivo de Antália, Antália Público: 4 002 Árbitro(s): ESP David Fernández Fuentes BIH Sinisa Ovuka |

### Final
| 18 de dezembro 16ː00 P2 AQ | Imoco Volley Conegliano | 3 — 1                   | VakıfBank | Pavilhão Desportivo de Antália, Antália Público: 9 108 Árbitro(s): GRC Epaminondas Gerothodoros POL Wojciech Maroszek |
| 18 de dezembro 16ː00 P2 AQ | 25 23 25                | Set 1 Set 2 Set 3 Set 4 | 18 25 21  | Pavilhão Desportivo de Antália, Antália Público: 9 108 Árbitro(s): GRC Epaminondas Gerothodoros POL Wojciech Maroszek |

## Classificação final
| Posição | Equipe                  |
| ------- | ----------------------- |
|         | Imoco Volley Conegliano |
|         | VakıfBank               |
|         | Eczacıbaşı Dynavit      |
| 4       | Gerdau/Minas            |
| 5       | Dentil/Praia Clube      |
| 6       | VC Kuanysh              |

## Estatísticas
As tabelas abaixo mostram as 3 melhores jogadoras em cada habilidade ao final do torneio.
| Maiores pontuadoras | Maiores pontuadoras | Maiores pontuadoras | Maiores pontuadoras | Maiores pontuadoras | Maiores pontuadoras |
|                     | Jogadora            | Ataques             | Bloqueios           | Saques              | Total               |
| ------------------- | ------------------- | ------------------- | ------------------- | ------------------- | ------------------- |
| 1                   | Isabelle Haak       | 88                  | 7                   | 4                   | 99                  |
| 2                   | Tijana Bošković     | 82                  | 5                   | 8                   | 95                  |
| 3                   | Paola Egonu         | 81                  | 6                   | 6                   | 93                  |

| Melhores atacantes | Melhores atacantes | Melhores atacantes | Melhores atacantes | Melhores atacantes | Melhores atacantes | Melhores atacantes |
|                    | Jogadora           | Pts.               | Erros              | Ataques            | Média              | %                  |
| ------------------ | ------------------ | ------------------ | ------------------ | ------------------ | ------------------ | ------------------ |
| 1                  | Isabelle Haak      | 88                 | 18                 | 59                 | 22.00              | 53.33              |
| 2                  | Tijana Bošković    | 82                 | 17                 | 46                 | 20.50              | 55.55              |
| 3                  | Paola Egonu        | 81                 | 23                 | 53                 | 20.25              | 51.59              |

| Melhores bloqueadoras | Melhores bloqueadoras | Melhores bloqueadoras | Melhores bloqueadoras | Melhores bloqueadoras | Melhores bloqueadoras | Melhores bloqueadoras |
|                       | Jogadora              | Bloq.                 | Erros                 | Reb.                  | Média                 | %                     |
| --------------------- | --------------------- | --------------------- | --------------------- | --------------------- | --------------------- | --------------------- |
| 1                     | Chiaka Ogbogu         | 8                     | 16                    | 16                    | 2.00                  | -20.51                |
| 2                     | Kelsey Robinson       | 8                     | 12                    | 8                     | 2.00                  | -14.29                |
| 3                     | Thaísa Menezes        | 8                     | 20                    | 16                    | 2.00                  | -27.27                |

| Melhores sacadoras | Melhores sacadoras | Melhores sacadoras | Melhores sacadoras | Melhores sacadoras | Melhores sacadoras | Melhores sacadoras |
|                    | Jogadora           | Pts.               | Erros              | Tentativas         | Média              | %                  |
| ------------------ | ------------------ | ------------------ | ------------------ | ------------------ | ------------------ | ------------------ |
| 1                  | Tijana Bošković    | 8                  | 11                 | 40                 | 2.00               | 13.56              |
| 2                  | Paola Egonu        | 6                  | 7                  | 43                 | 1.50               | 10.71              |
| 3                  | Julia Kudiess      | 6                  | 3                  | 19                 | 1.50               | 21.43              |

| Melhores levantadoras | Melhores levantadoras | Melhores levantadoras | Melhores levantadoras | Melhores levantadoras | Melhores levantadoras | Melhores levantadoras |
|                       | Jogadora              | Êxito                 | Erros                 | Tent.                 | Média                 | %                     |
| --------------------- | --------------------- | --------------------- | --------------------- | --------------------- | --------------------- | --------------------- |
| 1                     | Maja Ognjenovic       | 60                    | 3                     | 241                   | 15.00                 | 19.74                 |
| 2                     | Joanna Wołosz         | 50                    | 0                     | 305                   | 14.50                 | 15.98                 |
| 3                     | Priscila Heldes       | 36                    | 1                     | 239                   | 9.00                  | 13.04                 |

| Melhores defensoras | Melhores defensoras | Melhores defensoras | Melhores defensoras | Melhores defensoras | Melhores defensoras | Melhores defensoras |
|                     | Jogadora            | Def.                | Erros               | Recepções           | Média               | %                   |
| ------------------- | ------------------- | ------------------- | ------------------- | ------------------- | ------------------- | ------------------- |
| 1                   | Monica De Gennaro   | 64                  | 10                  | 9                   | 16.00               | 77.11               |
| 2                   | Simge Aköz          | 45                  | 11                  | 7                   | 11.25               | 71.43               |
| 3                   | Ayça Aykaç          | 44                  | 13                  | 5                   | 11.00               | 70.97               |

| Melhores receptoras | Melhores receptoras | Melhores receptoras | Melhores receptoras | Melhores receptoras | Melhores receptoras | Melhores receptoras |
|                     | Jogadora            | Êxito               | Erros               | Tent.               | Média               | %                   |
| ------------------- | ------------------- | ------------------- | ------------------- | ------------------- | ------------------- | ------------------- |
| 1                   | Irina Voronkova     | 27                  | 1                   | 44                  | 6.75                | 37.50               |
| 2                   | Ayça Aykaç          | 36                  | 8                   | 47                  | 5.25                | 36.21               |
| 3                   | Nyeme Costa         | 33                  | 10                  | 46                  | 5.25                | 25.61               |

Fonte: Volleyball World

## Premiações
| Campeonato Mundial de Clubes de 2022         |
| Itália                                       |
| -------------------------------------------- |
| Imoco Volley Conegliano Campeão (2.º título) |

### Prêmios individuais
A seleção do campeonato foi composta pelas seguintes jogadoras:
- MVP (Most Valuable Player):  Isabelle Haak